# Стручков, Николай Константинович
Николай Константинович Стручков (6 января 1986, Покровск, Якутская АССР) — российский спортсмен (русские шашки), международный гроссмейстер по шашкам-64.

## Биография
Родился 6 января 1986 года в посёлке Покровск Орджоникидзевского района Якутской АССР.
Николай Стручков увлёкся шашками ещё в детстве, его первым спарринг-партнёрами стали отец и дедушка. Более широкие возможности для развития своего таланта Стручков получил в школе — одной из особенностей школ в Якутии является то, что шашки там преподаются как самостоятельный школьный предмет. Уже с начала первых занятий потенциал Николая был замечен тренером-преподавателем Василием Иннокентьевичем Кононовым, который и привёл его к первым серьёзным успехам на пути к чемпионскому титулу. В 2001 году Николай получил звание «Мастер спорта России», в 2006 — «Гроссмейстер России», в 2007 году стал международным гроссмейстером.
В 2003 году закончил Республиканский физико-математический колледж, с 2003 по 2010 год учился на экономическом факультете Российского университета Дружбы народов в Москве..

## Спортивные достижения
Юношеские достижения:
- Русские шашки (64):
  - 2-кратный чемпион мира среди кадетов (1998, 2000);
  - 3-кратный серебряный призёр чемпионата мира среди кадетов (1999, 2001), среди юниоров (2004);
  - 2-кратный чемпион России (2003, 2004);
  - 2-е место на чемпионате Европы (2004).
- Международные шашки (100):
  - 3-кратный чемпион России среди юниоров (1998, 2000, 2002);
  - 3 года подряд был в десятке «Лучших спортсменов-школьников Республики Саха (Якутия)» — (1998, 1999, 2000).

Достижения на взрослом уровне:
- Русские шашки-64:
  - 2-кратный чемпион Москвы среди мужчин (2005, 2006);
  - Чемпион России среди мужчин (2013);
  - Чемпион Европы среди мужчин (2016);
  - 3-е место на чемпионате Европы среди мужчин (2010);
  - 5-кратный чемпион мира (2006, 2007, 2013, 2014, 2024).

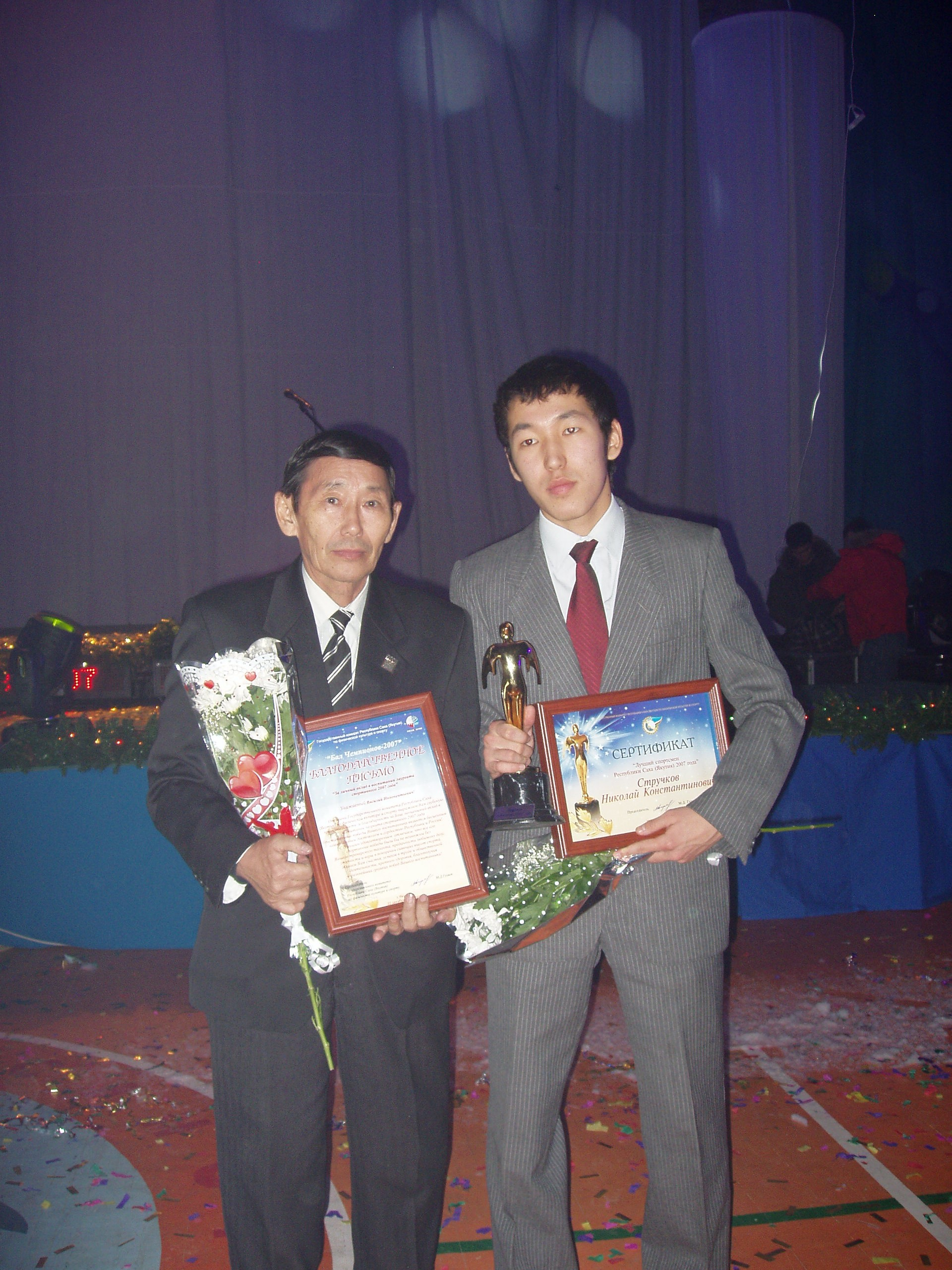
Николай Стручков и его тренер Кононов В. И.

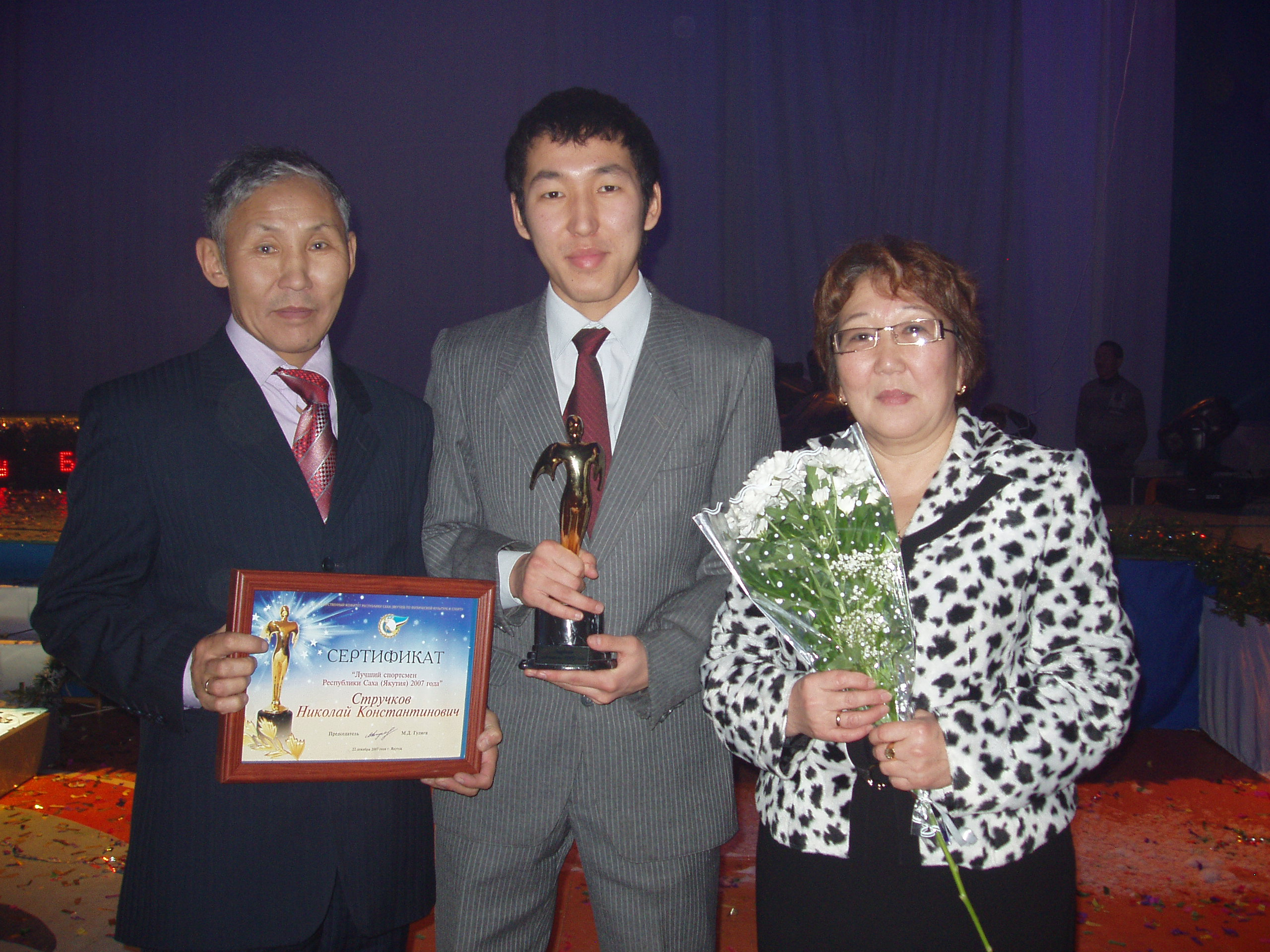
Николай Стручков с родителями

На данный момент у Николая Константиновича Стручкова два основных тренера: Василий Иннокентьевич Кононов в Якутии и Горбачев Сергей Николаевич в Москве.
Николай Константинович является профессионалом не только в русских шашках. Он отлично чувствует себя и на стоклетке. Это подтверждается его многочисленными наградами, полученными за чемпионаты разного уровня по международным шашкам. Первых серьезных успехов в этом направлении Николай добился в 1998 году, когда 12-летним мальчиком стал чемпионом России по международным шашкам среди юниоров. В 2000 и 2002 годах Стручков повторил свой успех. На протяжении трех лет (с 1998 по 2000 гг.) Николай был лучшим по международным шашкам среди школьников Якутии.
Но, поистине невероятных высот добился Николай Стручков, играя в русские шашки. 1998 год принёс Стручкову звание чемпиона мира по русским шашкам среди кадетов (до 12 лет). Этот успех Николай повторил в 2000 году. В 2003 году Николай Стручков после долгих тренировок и промежуточных побед становится чемпионом России в направлении «русские шашки». А спустя год он повторяет своё достижение. В 2004 году Николай завоевывает второе место на чемпионате Европы по русским шашкам.
Дальше больше — на взрослом уровне в 2005 году он занимает 5-е место на Чемпионате России по русским шашкам среди мужчин (г. Адлер) и тем самым выполняет норму национального гроссмейстера России по шашкам. В 2005 и 2006 годах он дважды становится чемпионом города Москвы (в турнирах среди мужчин).
В 2006 году ему впервые предоставляется возможность представить свою родную Республику и Страну на Чемпионате Мира по русским шашкам в г. Актобе (Казахстан). После долгих месяцев упорных тренировок 100 % готовый Николай блестяще выступает на первом же своем серьезном международном турнире и сходу становится Чемпионом Мира и обладателем звания международного гроссмейстера. Годом позже в 2007 г. в г. Саарбрюккен (Германия) он подтверждает свой титул лучшего шашиста Мира, одержав уверенную победу на чемпионате Мира по бразильским шашкам.

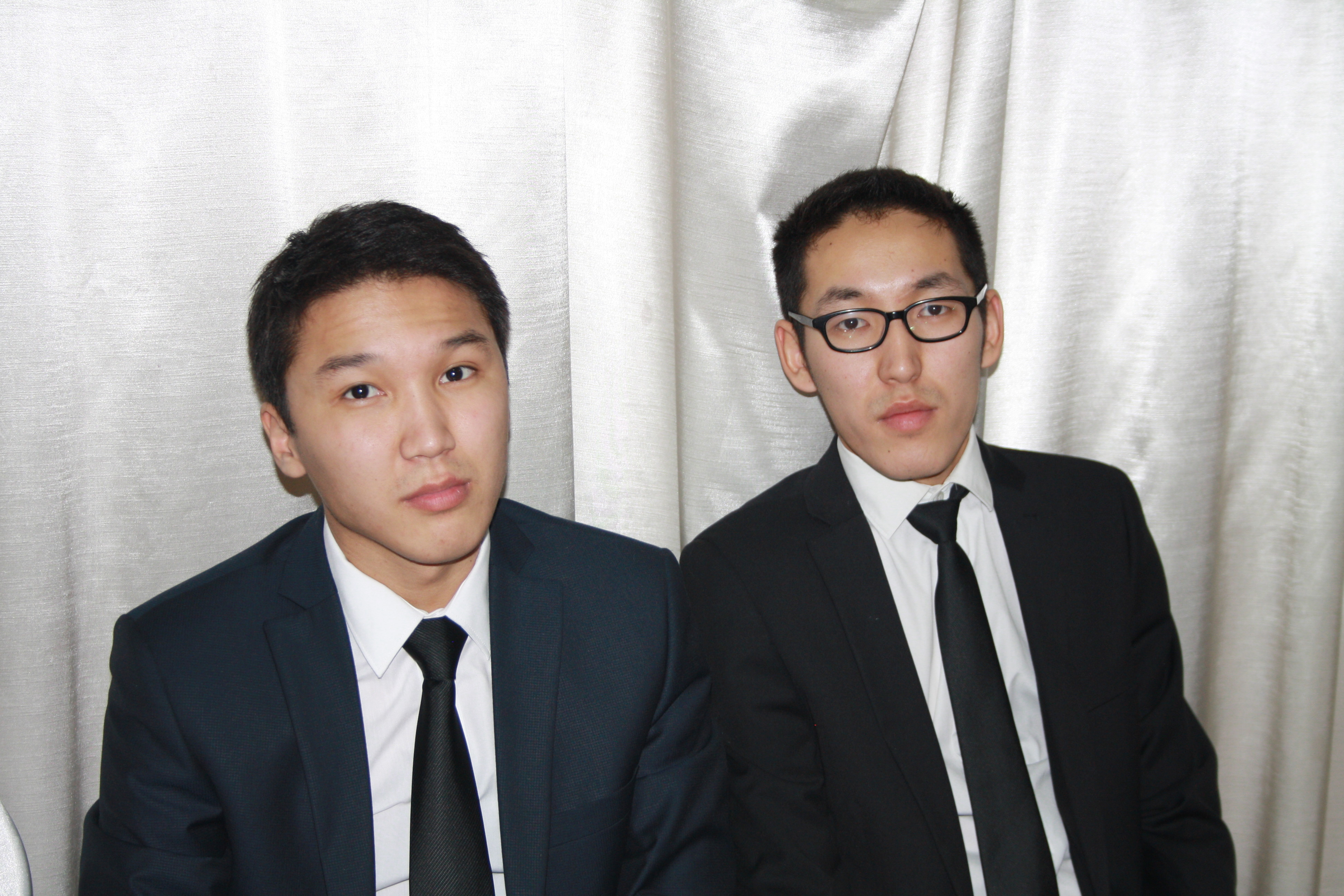
Николай Стручков и его брат Герман

В 2013 г. после 6-летнего перерыва Николай вновь взбирается на шашечный Олимп, сокрушив всех своих соперников на чемпионате мира по русским шашкам в 2013 году в г. Санкт-Петербург (Россия). В этом же году ему покоряется доселе неприступная вершина — титул чемпиона России по русским шашкам в г. Лоо (Россия), где он за тур до окончания соревнований обеспечивает себе чемпионство.
На следующий год международной федерацией шашек FMJD-64 было принято решение провести матч за звание чемпиона Мира 2014 между экс-чемпионом Мира 2012 Гаврилом Колесовым и действующим чемпионом Мира 2013 Николаем Стручковым. Матч проходил в очень упорной борьбе - победитель определился лишь в дополнительном матче заключительного 3 сета, по итогам которого с общим счетом 2:1 по сетам победа досталась Стручкову Николаю.
По убеждению Николая Стручкова, 

… шашист должен иметь свой почерк. Если сравнить два вида шашек, они похожи только на первый взгляд. В международных больше вариантов развития игры, они труднее. Зато в русских необходимо быть все время начеку, единственную ошибку в поединке с искушенным соперником уже не исправишь.— http://old.gazetayakutia.ru/article.aspx?id=4022

## Семья
- Мать: Галина Семеновна - кандидат г.-м.н., зав. группой Института геологии алмаза и благородных металлов.
- Отец: Константин Константинович — кандидат г.-м.н., доцент Геолого-разведочного факультета СВФУ.
- Брат: Герман Константинович — выпускник РГУ нефти и газа, мастер спорта России по шашкам.